# R. J. 브루어

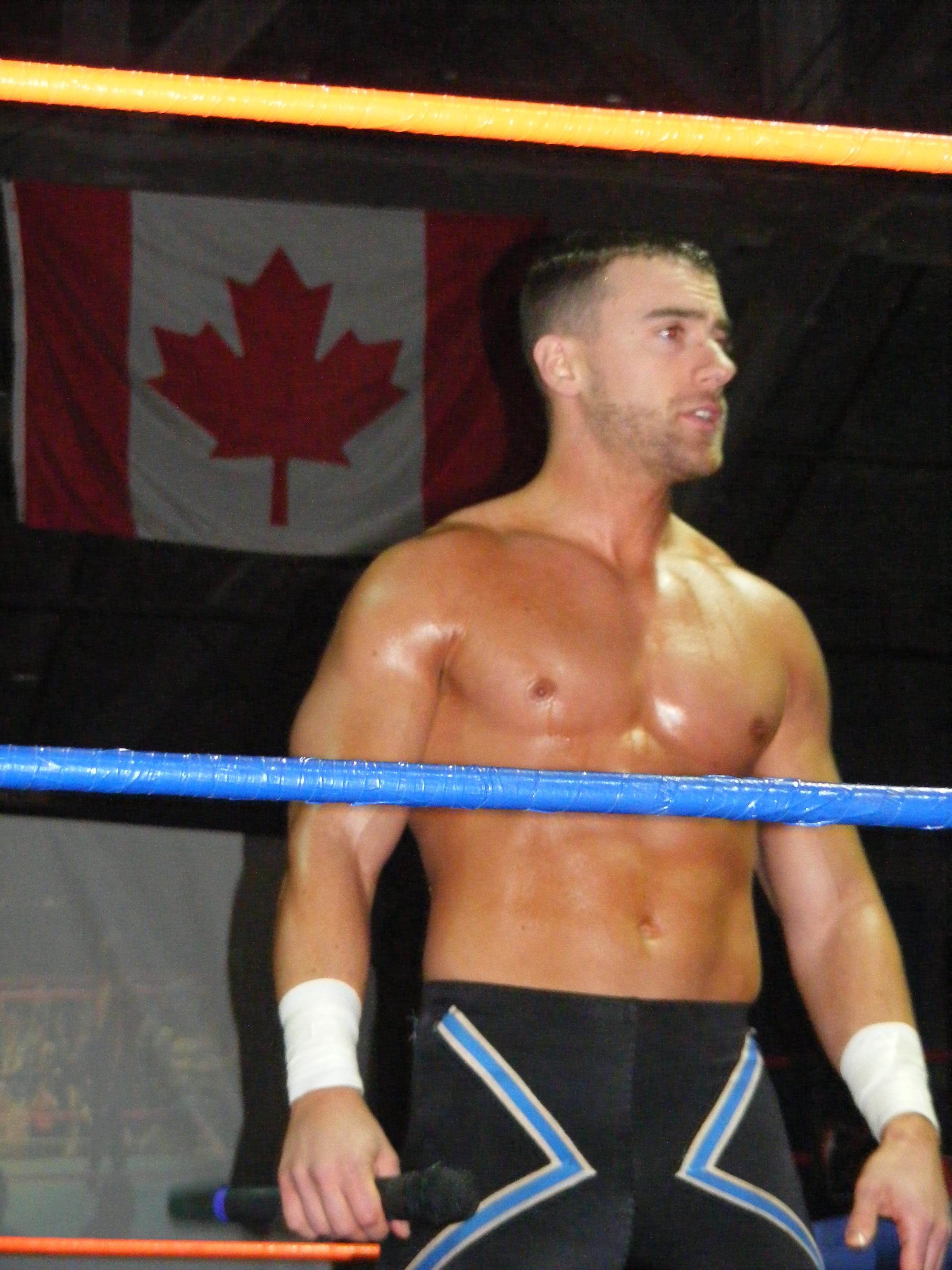
RJ 브루어

존 스테이지커스(영어: John Stagikas, 1979년 7월 31일 ~ )는 미국의 프로레슬링선수로 RJ 브루어(RJ Brewer)라는 링네임으로도 잘 알려져 있다. 키는 184cm 몸무게는 103kg이다.